# Second Hand Rose
Second Hand Rose (кит. упр. 二手玫瑰, пиньинь Èrshǒu méiguī, роза из сэконд-хэнда) — рок-группа из Пекина, образованная в 1999 году певцом Лян Луном. В основе стиля группы лежит смесь жанра эр жэнь чжуань из Северо-Восточного Китая и современной рок-музыки. Отличается гротескной манерой выступления и шутливыми текстами. В связи с тем, что Лян Лун на выступлениях часто одевается в женскую одежду, группа была названа «самой обольстительной из рок-групп Китая».

## Участники группы
- Лян Лун (梁龙) - вокал, гитара, родился 18 октября 1977 года в Цицикаре.
- Яо Лань (姚澜) - гитара, родился 30 мая 1980 года в Пекине.
- Ли Цзыцян (李自强) - бас-гитара, родился 26 марта 1978 года в Чжоукоудяне.
- У Цзэкунь (吴泽琨) - традиционные музыкальные инструменты (в том числе сона, хулусы, моринхур), родился 2 августа 1978 года в деревне под Пекином.
- Сунь Цюань (孙权) - ударные.

## Дискография
- Cǎi huā («采花», 2000);
- Èrshǒu méigui («二手玫瑰», 2003);
- Yúlè jiānghú («娱乐江湖», 2006);
- Qíngr («情儿», 2009);
- Rénrén yǒu kē zhǔ chàng de xīn («人人有颗主唱的心», 2010);
- Сhū lóng chóng míng («出龙重鸣», 2012);